# La Falconera (Mata-solana)
|  | Per a altres significats, vegeu «La Falconera». |

La Falconera és una cinglera del terme municipal de Gavet de la Conca, a l'antic terme de Sant Salvador de Toló, al Pallars Jussà, en territori del poble de Mata-solana.
És situat al nord-est de Mata-solana, al nord de Coll de Grau, al capdamunt de la vall de la llaueta de Presquiró.